# Lampria bicolor
Lampria bicolor là một loài ruồi trong họ Asilidae. Lampria bicolor được Wiedemann miêu tả năm 1828.